# Christopher Nicole
Christopher Robin Nicole, född 1930 i Georgetown, Brittiska Guyana, död 2 november 2017, var en brittisk författare som skrivit över 200 romaner och andra böcker sedan 1957. Han har skrivit under ett flertal pseodonymer, bland annat Peter Grange, Andrew York, Robin Cade, Mark Logan, Christina Nicholson, Alison York, Leslie Arlen, Robin Nicholson, C.R. Nicholson, Daniel Adams, Simon McKay, Caroline Gray och Alan Savage.